# Massesili
I Massesili (in latino Masaesyli; in greco antico: Μασαισύλιοι, Masaisylioi; in tamazight  ⵉⵎⴰⵙⵉⵙⵉⵍⵉⵢⵏ, Imasisilien) erano un'antica tribù della Numidia occidentale, spesso in lotta contro i Massili della Numidia orientale.
Il loro territorio, la Masaisylia, si estendeva tra il fiume Mulucha, l'odierno Moulouya nella parte nordorientale del Marocco, e Capo Bougaron in Algeria. Le città principali furono Siga, odierna ʿAyn Temūshent, posta vicino alla foce della Tafna nel territorio d'Orano, e Cirta, l'odierna Costantina.
Principali sovrani dei Massesili furono Siface, Vermina e Arcobarzane. Il Regno era mantenuto unito solo dall'autorità personale dei sovrani.

## Storia
Nel corso della Seconda guerra punica, inizialmente i Massesili sostennero la Repubblica romana e furono guidati dal sovrano Siface contro i Massili, che erano condotti da Massinissa.
A seguito del tentativo di Massinissa di unire tutti i Numidi in una confederazione contro Roma, i Massesili si posero contro Roma e combatterono a fianco di Cartagine quando questa fu assediata da Scipione. I Massesili furono sconfitti anche nel 203 a.C., quando Siface fu catturato e portato a Tivoli, dove trascorse il resto della sua vita prigioniero.
I territori dei Massesili e i Massesili stessi furono poi inclusi nel Regno di Massinissa, tanto che alla sua morte avvenuta nel 148 a.C., il Regno di Massinissa si estendeva a ovest fino alla Moulouya.

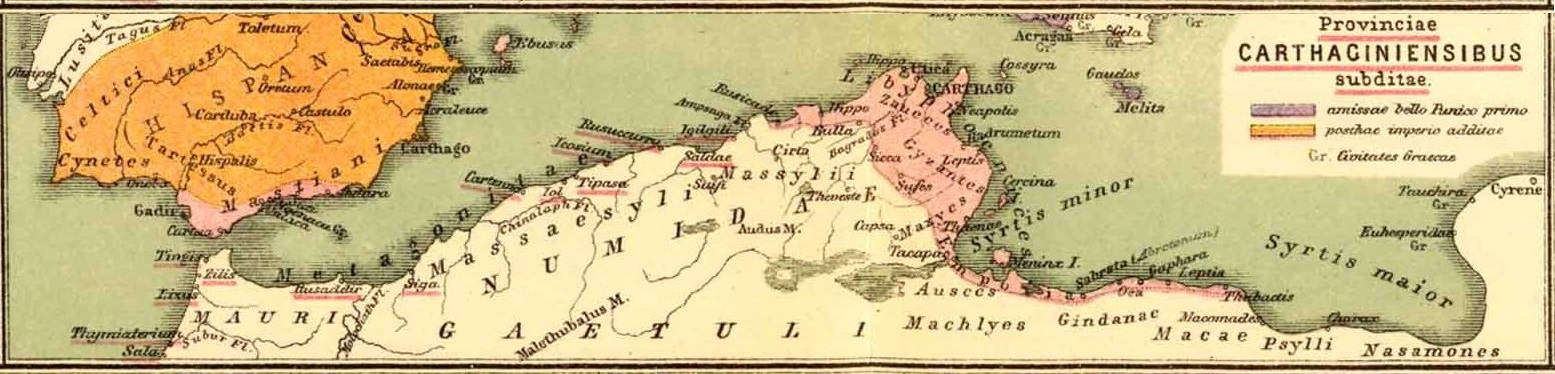
I domini cartaginesi, dei Massesili e dei Massili alla vigilia delle guerre puniche.

In seguito, attorno al I secolo d.C., nella provincia della Mauretania Caesariensis si trovavano ancora una o due tribù di Massesili.

### Fonti antiche
- Polibio, Storie, 3.33.15
- Tito Livio, Ab Urbe condita libri, 28.17.5
- Strabone, Geografia, 17.3.9
- Plinio, Naturalis historia, 5.17, 5.19, 5.52, 21.77
- Tolomeo, Geografia, 4.2.17.

### Fonti moderne
- (DE) Werner Huß, Masaesyli, in Der Neue Pauly, vol. 7, Stoccarda, Metzler, 1999,  col. 972, ISBN 3-476-01477-0.
- (DE) Max Schwabe, Masaesyli, in Paulys Realencyclopädie der Classischen Altertumswissenschaft, vol. XIV,2, Stoccarda, 1930,  col. 2057.
- UNESCO, Private documents of United Nations Educational Scientific and Cultural : From the Seventh Century BC to the Seventh Century AD, in History of Humanity: From the Seventh Century BC to the Seventh Century AD, United Nations Educational Scientific and Cultural, 1997,  pp. 289-290, ISBN 978-92-3-102812-0.
- S. Gsell, Histoire ancienne de l'Afrique du Nord, III, Parigi, 1918, pp. 175 sgg., 219 sgg., 282-85, 305.